# Kristotomus rufiabdominalis
Kristotomus rufiabdominalis là một loài tò vò trong họ Ichneumonidae.